# Die Umwege des schönen Karl
Die Umwege des schönen Karl ist ein deutsches Lustspiel nach dem gleichnamigen Roman von Paul Enderling aus dem Jahr 1920, bearbeitet von Klaus S. Richter. Die Uraufführung fand am 31. Januar 1938 im Capitol am Zoo in Berlin statt.

## Handlung
Karl Kramer ist Kellner in einem Strandhotel an der Ostsee. Doch er hat für die Zukunft ganz andere Pläne im Kopf. Bevor er Grete Wernicke, die Tochter des Hotelchefs heiratet, will er erst selbst genug Geld besitzen. Er bekommt über die Winterzeit im besten Berliner Weinlokal eine Anstellung und erhält durch die Bekanntschaft mit der Tochter eines reichen Reichstagsabgeordneten und verschiedene glückliche Umstände Zutritt zu den oberen Zehntausend der Stadt, wo er den Lebemann gibt und seinen eigentlichen Beruf verschweigt. Seine Grete an der Ostsee hat er im Laufe der Zeit fast völlig vergessen. Erst mit großer Mühe findet er wieder den Weg zurück zu ihr.

## Rezeption und Kritik
Das Lustspiel ist bemüht, die Weimarer Republik und die bis 1933 in Deutschland bestehende Demokratie ins Lächerliche zu ziehen. Die dem Reichsministerium für Volksaufklärung und Propaganda unterstellte Filmprüfstelle, im nationalsozialistischen Deutschen Reich für Filmzensur und Filmprädikatisierung zuständig, verlieh dem Film das Prädikat „künstlerisch wertvoll“.
Der katholische Filmdienst bezeichnete den Film im Lexikon des internationalen Films als „Komödie, in der die Weimarer Republik, wie im Hitler-Staat üblich, als Tummelplatz für korrupte Parteipolitiker karikiert wird“.